# Cho U
Cho U (張栩S, Zhang XuP; Taipei, 20 gennaio 1980) è un goista giapponese di origine taiwanese.

## Biografia
Nato a Taipei, iniziò a giocare a bridge e a poker fin da giovanissimo. Il padre gli insegnò il Go e in breve tempo era capace di sconfiggere tutti i membri più anziani della sua famiglia. Il suo primo maestro fu Shen Chun-shan, che lo introdusse presso la scuola del professionista giapponese Rin Kaiho.
Divenne professionista nel 1994 e ottenne buoni risultati nell'Oteai, salendo velocemente di Dan. Tuttavia fino ai primi anni 2000 il suo potenziale rimase in gran parte inespresso.
Nel 2001 raggiunse per la prima volta la finale del torneo Honinbo, uno dei tornei più importanti del mondo e l'anno seguente si aggiudicò i suoi primi titoli (NHK Cup e Shinjin-O). Nel 2003 raggiunse il grado massimo di 9° dan e da quel momento iniziò a conquistare almeno una volta tutti i sette principali titoli del mondo goistico giapponese: Honinbo e Oza nel 2003, Meijin nel 2004, Gosei nel 2006, Tengen nel 2008, Judan nel 2009 e infine il Kisei nel 2010.
È stato il primo giocatore della storia a detenere cinque dei sette titoli maggiori contemporaneamente (Yūta Iyama lo supererà detenendoli tutti e sette).
Il 2 novembre 2020, Cho U è diventato il ventottesimo goista professionista giapponese a ottenere 1000 vittorie (a fronte di 451 sconfitte, 2 pareggi e 1 partita senza risultato); è il secondo più giovane e il secondo più veloce a raggiungere questo traguardo, ottenuto con la migliore percentuale di vittoria.

## Titoli
| Nazionali                | Nazionali                        | Nazionali                  |
| Tornei                   | Vittorie                         | Finalista                  |
| ------------------------ | -------------------------------- | -------------------------- |
| Kisei                    | 3 (2010–2012)                    | 1 (2013)                   |
| Meijin                   | 5 (2004, 2005, 2007, 2008, 2018) | 3 (2006, 2009, 2019)       |
| Honinbo                  | 2 (2003, 2004)                   | 2 (2001, 2005)             |
| Tengen                   | 1 (2008)                         | 1 (2009)                   |
| Ōza                      | 7 (2003–2005, 2008–2011)         | 3 (2006, 2012, 2013)       |
| Jūdan                    | 2 (2009, 2010)                   | 3 (2004, 2011, 2012)       |
| Gosei                    | 4 (2006–2009)                    | 1 (2010)                   |
| Agon Cup                 | 4 (2006–2008, 2012)              | 3 (2002, 2003, 2009)       |
| Ryusei                   | 2 (2006, 2007)                   | 4 (2001, 2005, 2008, 2009) |
| NHK Cup                  | 4 (2002, 2005, 2008, 2016)       |                            |
| Shinjin-O                | 1 (2002)                         |                            |
| NEC Cup                  | 3 (2005, 2007, 2011)             | 1 (2009)                   |
| Daiwa Cup                |                                  | 1 (2010)                   |
| Daiwa Cup Grand Champion |                                  | 2 (2008, 2011)             |
| JAL Super Hayago         |                                  | 1 (2003)                   |
| Chikurin                 |                                  | 1 (1999)                   |
| Totale                   | 38                               | 27                         |
| Continentali             |                                  |                            |
| Agon Cup Cina-Giappone   |                                  | 3 (2006–2008)              |
| Totale                   |                                  | 3                          |
| Internazionali           |                                  |                            |
| Asian TV Cup             | 1 (2005)                         |                            |
| LG Cup                   | 1 (2005)                         |                            |
| World Oza                |                                  | 1 (2006)                   |
| Totale                   | 2                                | 1                          |
| Totale in carriera       |                                  |                            |
| Totale                   | 40                               | 31                         |

## Vita privata
La sua famiglia ha radici profonde nel Go professionista: è sposato con la collega Izumi Kobayashi 6 dan, figlia di Kōichi Kobayashi 9 dan, vincitore di 59 titoli, e della professionista Reiko Kobayashi 6 dan nata Kitani, detentrice di due titoli e figlia di Minoru Kitani 9 dan. Cho e Kobayashi hanno due figlie, Cho Kosumi e Cho Koharu, entrambe goiste professioniste.
Nel maggio 2011 Cho U ha donato i 15.000.000 di yen del suo premio da vincitore del Kisei per le vittime del terremoto e maremoto del Tōhoku del 2011.